# Cabezas-Syndrom
Das Cabezas-Syndrom ist eine sehr seltene angeborene Erkrankung mit den Hauptmerkmalen Geistige Retardierung, Muskelatrophie, Kleinwuchs. Das Syndrom wird zu den X-chromosomalen mentalen Retardierungen gezählt.
Synonyme: Geistige Retardierung, X-chromosomale, Typ Cabezas; Geistige Retardierung, X-chromosomale, Typ Vitale
Die Bezeichnung bezieht sich auf den Erstautoren einer Beschreibung aus dem Jahre 2000 durch David A. Cabezas und Mitarbeiter.

## Verbreitung
Die Häufigkeit wird mit unter 1 zu 1.000.000 angegeben, bislang wurde über etwa 120 Betroffene berichtet. Die Vererbung erfolgt X-chromosomal rezessiv.

## Ursache
Der Erkrankung liegen Mutationen im CUL4B-Gen auf dem  X-Chromosom Genort q24 zugrunde, welches für ein Gerüstprotein des Cullin 4B-RING-Ubiquitin-Ligase (E3)-Komplexes kodiert.

## Klinische Erscheinungen
Klinische Kriterien sind:
- Beginn in der Kindheit, zunächst weniger ausgeprägt, dann zunehmend
- Geistige Retardierung mit auffallend ausgeprägter Sprachstörung
- atrophische Muskulatur
- Kleinwuchs
- prominente Unterlippe, Makrostomie
- kleine Hoden
- Kyphose, überstreckbare Gelenke

Hinzu kommen Gangauffälligkeiten, Tremor, Störung der Feinmotorik.

## Diagnostik
Die Diagnose kann durch humangenetische Untersuchung gesichert werden.

## Differentialdiagnostik
Abzugrenzen sind:
- Börjeson-Forssman-Lehmann-Syndrom
- Wilson-Turner-Syndrom
- Smith-Fineman-Myers-Syndrom